# Sydney International 2019
Sydney International 2019 byl společný tenisový turnaj mužského okruhu ATP Tour a ženského okruhu WTA Tour, hraný v areálu NSW Tennis Centre na otevřených dvorcích s tvrdým povrchem Plexicushion. Probíhal jako 127. ročník turnaje ve druhém týdnu sezóny, mezi 6. a 12. lednem 2019 v jihoaustralském Sydney, metropoli Nového Jižního Walesu.
Mužská polovina se řadila do kategorie ATP Tour 250 a její dotace činila 589 680 amerických dolarů. Ženská část s rozpočtem 823 000 dolarů patřila do kategorie WTA Premier Tournaments. Turnaj představoval událost Australian Open Series v týdnu před úvodním grandslamem roku, Australian Open. V říjnu 2018 potvrdily účast Angelique Kerberová, Sloane Stephensová a Naomi Ósakaová, která se před zahájením odhlásila pro poranění krku..
Nejvýše nasazenými tenisty v singlových soutěžích se stali patnáctý hráč žebříčku Stefanos Tsitsipas z Řecka a mezi ženami rumunská světová jednička Simona Halepová. Jako poslední přímí účastníci do dvouher nastoupili španělský 65. tenista pořadí Albert Ramos-Viñolas a 28. žena klasifikace Sie Šu-wej z Tchaj-wanu.
První singlový titul na okruhu ATP Tour vyhrál ve svém rodišti 19letý australský teenager Alex de Minaur. Dvacátou šestou kariérní trofej z dvouhry okruhu WTA Tour, a druhou v Sydney, vybojovala 28letá Češka Petra Kvitová.
Desátou společnou trofej z čtyřhry ATP, a druhou ze Sydney, si odvezla britsko-brazilská dvojice Jamie Murray a Bruno Soares. Druhý deblový titul jako pár získal srbsko-český pár Aleksandra Krunićová a Kateřina Siniaková, která se tak osamostatnila na čele žebříčku WTA ve čtyřhře.

## Rozdělení bodů a finančních odměn

### Rozdělení bodů
| Soutěž       | vítězové | finalisté | semifinalisté | čtvrtfinalisté | 16 v kole | 32 v kole | Q  | Q2 | Q1 |
| ------------ | -------- | --------- | ------------- | -------------- | --------- | --------- | -- | -- | -- |
| dvouhra mužů | 250      | 150       | 90            | 45             | 20        | 0         | 12 | 6  | 0  |
| čtyřhra mužů | 250      | 150       | 90            | 45             | 0         | —         | —  | —  | —  |
| dvouhra žen  | 470      | 305       | 185           | 100            | 55        | 1         | 18 | 13 | 1  |
| čtyřhra žen  | 470      | 305       | 185           | 100            | 1         | —         | —  | —  | —  |

### Finanční odměny
| Soutěž                                  | vítězové | finalisté | semifinalisté | čtvrtfinalisté | 16 v kole | 32 v kole | Q2     | Q1     |
| --------------------------------------- | -------- | --------- | ------------- | -------------- | --------- | --------- | ------ | ------ |
| dvouhra mužů                            | $90 990  | $49 205   | $27175        | $15 435        | $8 880    | $5 320    | $2 575 | $1 285 |
| čtyřhra mužů                            | $29 860  | $5 300    | $8 290        | $4 740         | $2 780    | —         | —      | —      |
| dvouhra žen                             | $141 875 | $75 570   | $40 322       | $21 660        | $11 620   | $6 345    | $3 500 | $1 828 |
| čtyřhra žen                             | $44 200  | $23 615   | $12 905       | $6 565         | $3 570    | —         | —      | —      |
| ve čtyřhrách jsou uváděny částky na pár |          |           |               |                |           |           |        |        |

## Dvouhra mužů

### Nasazení
| Stát                             | Hráč               | ATP | Nasazení |
| -------------------------------- | ------------------ | --- | -------- |
| Řecko                            | Stefanos Tsitsipas | 15. | 1.       |
| Rusko                            | Daniil Medveděv    | 16. | 2.       |
| Argentina                        | Diego Schwartzman  | 17. | 3.       |
| Francie                          | Gilles Simon       | 30. | 4.       |
| Austrálie                        | Alex de Minaur     | 31. | 5.       |
| Francie                          | Lucas Pouille      | 32. | 6.       |
| Maďarsko                         | Márton Fucsovics   | 36. | 7.       |
| Itálie                           | Andreas Seppi      | 37. | 8.       |
| Žebříček ATP k 31. prosinci 2018 |                    |     |          |

### Jiné formy účasti
Následující hráčí obdrželi divokou kartu do hlavní soutěže:
- James Duckworth
- Alexei Popyrin[13]
- Jordan Thompson[13]

Následující hráči postoupili z kvalifikace:
- Guillermo García-López
- Jošihito Nišioka
- Reilly Opelka
- Andrej Rubljov

Následující hráči postoupili z kvalifikace:
- Guido Andreozzi
- Taró Daniel

### Odhlášení
před zahájením turnaje
- Kyle Edmund → nahradil jej  Sam Querrey
- Nicolás Jarry (poranění nohy)[4] → nahradil jej  Guido Andreozzi
- Daniil Medveděv (poranění ramena)[4] → nahradil jej  Taró Daniel
- Jo-Wilfried Tsonga → nahradil jej  Denis Kudla

### Skrečování
- Malek Džazírí (bolest kolena)[4]

## Mužská čtyřhra

### Nasazení
| Stát                                                                                      | Hráč                 | Stát               | Hráč           | WTA | Nasazení |
| ----------------------------------------------------------------------------------------- | -------------------- | ------------------ | -------------- | --- | -------- |
| Kolumbie                                                                                  | Juan Sebastián Cabal | Kolumbie           | Robert Farah   | 10. | 1.       |
| Spojené království                                                                        | Jamie Murray         | Brazílie           | Bruno Soares   | 14. | 2.       |
| Chorvatsko                                                                                | Nikola Mektić        | Rakousko           | Alexander Peya | 30. | 3.       |
| USA                                                                                       | Rajeev Ram           | Spojené království | Joe Salisbury  | 51. | 4.       |
| Žebříček ATP k 31. prosinci 2018; číslo je součtem žebříčkového postavení obou členů páru |                      |                    |                |     |          |

### Jiné formy účasti
Následující pár obdržel divokou kartu do hlavní soutěže:
- Alex Bolt /  Matt Reid
- Lleyton Hewitt /  Jordan Thompson

Následující pár nastoupil z pozice náhradníka:
- Luke Bambridge /  Jonny O'Mara

### Odhlášení
před zahájením turnaje
- Nicolás Jarry
- Malek Džazírí

## Ženská dvouhra

### Nasazení
| Stát                             | Hráčka                 | WTA | Nasazení |
| -------------------------------- | ---------------------- | --- | -------- |
| Rumunsko                         | Simona Halepová        | 1.  | 1.       |
| Německo                          | Angelique Kerberová    | 2.  | 2.       |
| Japonsko                         | Naomi Ósakaová         | 5.  | 3.       |
| USA                              | Sloane Stephensová     | 6.  | 4.       |
| Česko                            | Petra Kvitová          | 7.  | 5.       |
| Česko                            | Karolína Plíšková      | 8.  | 6.       |
| Nizozemsko                       | Kiki Bertensová        | 9.  | 7.       |
| Rusko                            | Darja Kasatkinová      | 10. | 8.       |
| Lotyšsko                         | Anastasija Sevastovová | 11. | 9.       |
| Belgie                           | Elise Mertensová       | 12. | 10.      |
| Žebříček WTA k 31. prosinci 2018 |                        |     |          |

### Jiné formy účasti
Následující hráčky obdržely divokou kartu do hlavní soutěže:
- Darja Gavrilovová[13]
- Petra Kvitová
- Samantha Stosurová
- Ajla Tomljanovićová

Následující hráčka nastoupila do dvouhry pod žebříčkovou ochranou:
- Timea Bacsinszká

Následující hráčky postoupily z kvalifikace:
- Jekatěrina Alexandrovová
- Danielle Collinsová
- Priscilla Honová
- Julia Putincevová
- Aljaksandra Sasnovičová
- Kateřina Siniaková

Následující hráčky postoupily z kvalifikace jako tzv. šťastná poražené:
- Johanna Kontaová
- Tatjana Mariová
- Bernarda Perová
- Mónica Puigová

### Odhlášení
před zahájením turnaje
- Naomi Ósakaová (poranění krku)[3] → nahradila ji  Mónica Puigová
- Karolína Plíšková (poranění levé kyčle)[3] → nahradila ji  Tatjana Mariová
- Lesja Curenková (poranění levého hlezna)[3] → nahradila ji  Bernarda Perová

v průběhu turnaje
- Garbiñe Muguruzaová (gastrointestinální viróza)[3][14]

## Ženská čtyřhra

### Nasazení
| Stát                                                                                      | Hráčka             | Stát      | Hráčka                         | WTA | Nasazení |
| ----------------------------------------------------------------------------------------- | ------------------ | --------- | ------------------------------ | --- | -------- |
| Kanada                                                                                    | Gabriela Dabrowská | Čína      | Sü I-fan                       | 22. | 1.       |
| USA                                                                                       | Nicole Melicharová | Česko     | Květa Peschkeová               | 28. | 2.       |
| Slovinsko                                                                                 | Andreja Klepačová  | Španělsko | María José Martínez Sánchezová | 34. | 3.       |
| Ukrajina                                                                                  | Nadija Kičenoková  | Česko     | Barbora Strýcová               | 42. | 4.       |
| Žebříček WTA k 31. prosinci 2018; číslo je součtem žebříčkového postavení obou členů páru |                    |           |                                |     |          |

### Jiné formy účasti
Následující pár nastoupil z pozice náhradníka:
- Priscilla Honová /  Ajla Tomljanovićová

## Přehled finále

### Mužská dvouhra
- Alex de Minaur vs.  Andreas Seppi, 7–5, 7–6(7–5)

### Ženská dvouhra
- Petra Kvitová vs.  Ashleigh Bartyová 1–6, 7–5, 7–6(7–6)

### Mužská čtyřhra
- Jamie Murray /  Bruno Soares vs.  Juan Sebastián Cabal'/  Robert Farah, 6–4, 6–3

### Ženská čtyřhra
- Aleksandra Krunićová /  Kateřina Siniaková vs.  Eri Hozumiová /  Alicja Rosolská, 6–1, 7–6(7–3)